# Claudia Mojica

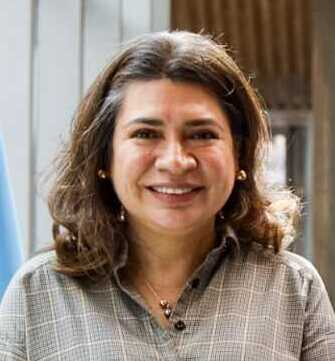
Claudia Mojica

Claudia Mojica ist eine Funktionärin der Vereinten Nationen aus El Salvador, die seit 2022 Residierende Koordinatorin der Vereinten Nationen in Argentinien ist.

## Leben
Claudia Mojica absolvierte nach dem Schulbesuch ein Studium des Wirtschaftsingenieurwesens an der Universidad Centroamericana “José Simeón Cañas”. Daraufhin begann sie ein postgraduales Studium im Fach Internationale Beziehungen an der Fletcher School of Law and Diplomacy der Tufts University, das sie mit einem Master of Arts (M.A. International Relations) abschloss. Sie trat daraufhin in den Dienst der Vereinten Nationen und war unter anderem im Exekutivbüro des UN-Generalsekretärs in New York City und im Büro des Hohen Kommissars für Menschenrechte in Genf tätig. Ihre Erfahrung in Friedenseinsätzen umfasst Einsätze in Burundi, der Elfenbeinküste, Guatemala und Haiti, wo sie mit der Organisation Amerikanischer Staaten (OAS) zusammenarbeitete.
Als stellvertretende Direktorin des Referats für Amerika der Abteilung für politische und friedensfördernde Angelegenheiten im UN-Sekretariat in New York City hat sich Claudia Mojica, die fließend Englisch, Französisch, Spanisch und haitianisches Kreolisch spricht, auf präventive Diplomatie, die Unterstützung von Friedensprozessen, friedenserhaltende Operationen, Menschenrechte und die Förderung der Agenda 2030 für nachhaltige Entwicklung konzentriert. Daraufhin fungierte sie als Repräsentantin des Entwicklungsprogramm der Vereinten Nationen UNDP (United Nations Development Programme) in Chile.
Am 13. März 2022 ernannte der Generalsekretär der Vereinten Nationen, António Guterres, Claudia Mojica, die über mehr als 25 Jahre Erfahrung in den drei Säulen der Vereinten Nationen – Frieden und Sicherheit, Menschenrechte und internationale Entwicklung – verfügt, zur Residierenden Koordinatorin der Vereinten Nationen in Argentinien.